# سختی (فیلم)
سختی (عربی مصری: الفتوة) یک فیلم به کارگردانی صلاح ابوسیف است که در سال ۱۹۵۷ منتشر شد. از بازیگران آن می‌توان به فرید شوقی اشاره کرد.